# 2008년 하계 올림픽 이집트 선수단
2008년 하계 올림픽 이집트 선수단은 중화인민공화국 베이징에서 개최된 2008년 하계 올림픽에 참가한 올림픽 이집트 선수단이다. 양궁, 유도 등 17종목에 선수를 파견하였으며 103명의 선수로 편성되었다.
이집트 선수단은 이번 대회에서 히샴 미스바가 유일한 올림픽 메달을 따냄으로써 81위를 기록하였다.

## 메달리스트
| 메달 | 이름        | 종목 | 세부 종목 | 날짜     |
| ---- | ----------- | ---- | --------- | -------- |
|      | 히샴 미스바 | 유도 | +90kg급   | 8월 13일 |